# Marjy Väisälä
Marjy Ilmatar Väisälä (* 9. Mai 1916 in Helsinki; † 21. Dezember 2011 in Turku) war eine finnische Lehrerin der Mathematik und Naturwissenschaften, die 1950 eine Privatschule in Swakopmund im heutigen Namibia gründete, wo sie Kinder von finnischen Missionaren unterrichtete. Sie entdeckte 1942 am Iso-Heikkilä-Observatorium zwei Asteroiden: (1718) Namibia und (2437) Amnestia.

## Leben und Wirken

### Hintergrund
Marjy Väisälä war die Tochter des Astronomen Yrjö Väisälä (1891–1971), einem bekannten Entdecker von Asteroiden. Nach dem Universitätsabschluss wurde sie Assistentin ihres Vaters. Sie hörte von einer Studienkollegin, Lahja Väänänen, von der Missionarstätigkeit in Ovamboland. Väänänens Eltern, die Missionare Nestor Wäänänen und Martta Wäänänen, waren als Missionare in Ovamboland (Nestor: 1907–1918/1921–1928 und Martta: 1909–1918/1921–1928). Lahja selbst war 1915 in Ongandjera in Ovamboland geboren worden und war 1947 bis 1953 in Kavango als Missionarin tätig.

### Tätigkeit in Swakopmund

#### Vorbereitung für die Tätigkeit
Väisälä kam 1949 in Afrika an und verbrachte das erste Jahr in der Südafrikanischen Union, dem heutigen Südafrika. Sie lernte dort die wichtigsten Sprachen Südafrikas, die englische Sprache und Afrikaans sowie die lokale Kultur. Südwestafrika, das heutige Namibia, wurde zu dieser Zeit von der Südafrikanischen Union verwaltet.

#### Lage der Schule
Bevor Väisälä in Südwestafrika ankam, hatten die finnischen Missionare dort von einem „Master of Sciences in Astronomie“ gehört und hatten befürchtet, dass eine Person mit einer derart hohen Bildung möglicherweise nicht für den Unterricht kleiner Kinder geeignet sein könnte. Väisälä erwies sich jedoch sowohl in pädagogischer als auch in organisatorischer Hinsicht als ausgezeichnet für diese Tätigkeit.
Zu dieser Zeit diskutierten die finnischen Missionare darüber, wo die zukünftige finnische Schule gegründet werden sollte. Einige der Missionare bevorzugten Ovamboland, weil einige Schulkinder beim Schulbesuch zu Hause leben könnten. Die Kinder, die in Kavango lebten, hätten jedoch nicht die gleichen Vorteile gehabt, da ihre Heimreise in den Schulferien viel länger gewesen wäre als für die anderen Kinder.
Aus zwei Gründen bevorzugte Väisälä Swakopmund: Zum einen war das Wetter besser für die Schulkinder als Ovamboland und dort wären sie sicher vor Krankheiten, die in Ovamboland vorkamen, wie etwa Malaria. Die Kinder könnten sich auch sportlich betätigen, da das Klima dort kühler ist.
Väisälä hielt die kulturelle Atmosphäre von Swakopmund auch für geeigneter als die von Ovamboland. Die Angelegenheit wurde schließlich vom Vorstand der Finnischen evangelisch-lutherischen Mission geklärt, die wie Väisänen Swakopmund als Standort den Vorzug gab.

#### Schulgebäude
Väisälä gründete die Schule 1950 in gemieteten Räumlichkeiten, jedoch stellte sich bald heraus, dass die Räumlichkeiten nicht groß genug waren. Auch teilten die Eigentümer ihr mit, dass sie die Räumlichkeiten in naher Zukunft verkaufen würden. 1952 hörte Väisälä, dass die Stadt ein neues Wohngebiet nördlich des Stadtzentrums plante. Am letzten 31. Mai 1952 unterzeichnete sie einen Kaufvertrag für zwei benachbarte Grundstücke im zukünftigen Stadtteil Swakopmund-Vineta. Die Finnen bauten ein Gebäude, das sowohl als Schule als auch als Schlafsaal fungieren sollte. Im Zusammenhang mit dem Gottesdienst fand 1953 die Einweihung statt. 1858 wurde auf demselben Grundstück ein Nebengebäude mit einer Garage und einem Raum errichtet.

#### Das Curriculum
Väisälä beschloss, sich an den Lehrplan (Curriculum) der finnischen Schulen zu halten. Das Schuljahr war jedoch das südafrikanische, es war somit gleich wie ein Kalenderjahr. Dies hätte Schwierigkeiten für die Familien bedeutet, die nach Finnland zurückkehrten, aber viele Kinder wurden im Alter von sechs Jahren in Swakopmund zur Schule geschickt, somit waren sie den Kindern in Finnland etwa sechs Monate voraus.
Väisälä unterrichtete drei Sprachen: die deutsche, die englische und die schwedische Sprache. Der Geschichtsunterricht wurde aus finnischen Schulbüchern entnommen und für Erdkundeunterricht und Biologiedidaktik konzentrierte sie sich auf lokale Gegebenheiten (etwa Flora und Fauna). Gesangspädagogik und Musikpädagogik wurden ebenfalls dargeboten, Sportunterricht, Kunstpädagogik und Werkunterricht fanden jedoch nicht so viel Beachtung wie andere Fächer.

### Lehrmethoden
Väisälä verwendete eine Methode, die sie selbst entwickelt hatte, und nannte sie „die Methode, Kreise zu erweitern“ (englisch the method of expanding circles). Diese Methode entwickelte sich aus der Notwendigkeit heraus, als sie Kinder verschiedener Klassen im selben Raum hatte. „Das Thema des Unterrichts wäre für alle Kinder das gleiche, aber den jüngeren Schülern würden elementare Kenntnisse und Grundlagen vermittelt, während sie mit den älteren Schülern tiefer in Details eintauchen würde“, schrieb Kalle Seppänen 1994 in seiner Masterarbeit in Theologie. Seppänen schrieb über die Methoden von Väisälä:

„Marjy Väisälä hatte offensichtlich die pädagogische und didaktische Fähigkeit, das Thema entsprechend der jeweiligen Situation zu identifizieren und zu integrieren. Es scheint, dass sie bereits in den 1950er Jahren die Spiralmethode sowie eine Methode, bei der sie gemäß dem vorliegenden Thema vorging, anwenden konnte.“

Väisälä hielt den Unterricht in der ersten Klasse für die schwierigste Aufgabe, insbesondere wenn die Kinder in der Schule nicht lesen konnten. Auch die Noten ab der dritten Klasse waren problematisch, weil sie diesen Schülern nicht so viel Zeit widmen konnte, wie sie wollte. In späteren Jahren konnte sie andere Lehrer dazu bringen, sie bei ihren Aufgaben zu unterstützen.
Laut Seppänen war Väisälä ihrer Zeit voraus, was ihre Lehrmethoden betraf. Oft unterrichtete sie die Kinder tatsächlich, half ihnen aber dabei, sich selbst davon zu überzeugen. Dies war im Schulgebäude und während der vielen Ausflüge und Touren, die sie zu verschiedenen Orten organisierte, der Fall.
1963 wurde sie vom Leiter der finnischen Mission in Südwestafrika gefragt, ob es möglich sei, sie an die Oshigambo High School in Ovamboland zu verlegen. Als Gründer dieser Schule musste Toivo Tirronen für einen Zwangsurlaub nach Finnland. Väisälä schrieb später, dass sie bereits im Jahr zuvor gedacht hatte, dass ihre verschiedenen Schwierigkeiten und die Krankheiten der Kinder zu viel für sie würden, und sie hatte darüber nachgedacht, ob sie bereits zu alt war, um kleine Kinder zu unterrichten. Daher stimmte sie dem Leiter der Mission zu.

### Tätigkeit in Ovamboland
Von 1963 bis 1972 war Väisälä an der Oshigambo High School in Ovamboland als Lehrerin in Mathematik und Naturwissenschaft tätig. Die ersten Jahre an dieser Schule beschrieb sie in ihrem Buch Ambolukion lehtorina („teaching in the Ovambo high school“; 1967). 1972 zog sie nach Finnland zurück, um ihre Mutter zu pflegen.

### Entdeckte Asteroiden
| Asteroid        | Asteroidentyp            | Entdeckungsdatum   | Provisorische Bezeichnung(en)                                            |
| --------------- | ------------------------ | ------------------ | ------------------------------------------------------------------------ |
| (1718) Namibia  | Innerer Asteroidengürtel | 14. September 1942 | 1942 RX; 1953 TV1; 1953 VB3; 1964 VL                                     |
| (2437) Amnestia | Äußerer Asteroidengürtel | 14. September 1942 | 1942 RZ; 1929 SC; 1939 XE; 1955 SF1; 1955 UO; 1965 YE; 1971 OE1; 1977 KB |

Beide Asteroiden wurden am Iso-Heikkilä-Observatorium entdeckt.

## Werke (Auswahl)
- Marjy Väisälä: Ambolukion lehtorina. The Finnish Missionary Society, Helsinki 1967, S. 183 (1).